# Aeropuerto Internacional Stapleton
El Aeropuerto Internacional Stapleton (Stapleton International Airport) fue el antiguo aeropuerto de la ciudad de Denver, en Colorado, entre 1929 y 1995. Ese año, fue reemplazado por el Aeropuerto Internacional de Denver. Sirvió como base para  TWA, People Express, Frontier Airlines, Western Airlines, Continental Airlines y United Airlines.

## Historia
Stapleton se abrió 17 de octubre de 1929 como el Denver Municipal Airport. Fue ampliado en 1944 y rebautizado. Su nombre es en homenaje al alcalde de la ciudad Benjamin F. Stapleton, quien la gobernó entre 1923 y 1947. Participó activamente en la creación del aeropuerto.
Un terminal y la pista se añadieron en 1964, y otra más en la década de 1980. En 1995,  registró un total de 6 carreras y 5 terminales .
En 1982, se realizó el vuelo inaugural del Boeing 767 entre el Aeropuerto Internacional O'Hare de Chicago y el Stapleton. Algunas escenas de Die Hard 2 y de El resplandor se rodaron allí.
Desde la década de 1980, la idea de reemplazar el aeropuerto comenzó a calar, pues no cumplía con las normas de seguridad, se quedó pequeño y trajo demasiado ruido en los suburbios de la ciudad. El nuevo aeropuerto se construyó en un terreno del condado de Adams, que Denver se anexionó.
La zona ya que se ha utilizado para la construcción de nuevos barrios residenciales. Incluye cuatro escuelas y 180.000 metros cuadrados de locales commerciales.